# Кубок Колумбії з футболу 2020
Кубок Колумбії з футболу 2020 — 20-й розіграш кубкового футбольного турніру у Колумбії. Титул володаря кубка здобув Індепендьєнте Медельїн.

## Календар
| Раунд        | Дата                          | Матчі | Клуби   |
| ------------ | ----------------------------- | ----- | ------- |
| Перший раунд | 19-21 лютого/4 березня 2020   | 16    | 36 → 28 |
| Другий раунд | 24-25 вересня/1-2 жовтня 2020 | 8     | 28 → 24 |
| Третій раунд | 21-23/29-30 жовтня 2020       | 16    | 24 → 16 |
| 1/8 фіналу   | 18-25 листопада 2020          | 8     | 16 → 8  |
| 1/4 фіналу   | 14-21 січня 2021              | 4     | 8 → 4   |
| 1/2 фіналу   | 28 січня 2021                 | 2     | 4 → 2   |
| Фінал        | 12 лютого 2021                | 2     | 2 → 1   |

## Перший раунд
| Команда 1                | Заг.         | Команда 2           | 1-й матч | 2-й матч |
| ------------------------ | ------------ | ------------------- | -------- | -------- |
| 19 лютого/5 березня 2020 |              |                     |          |          |
| Реал Сан-Андрес (2)      | 2:2 пен. 4:1 | Кортулуа (2)        | 1:1      | 1:1      |
| 19 лютого/6 березня 2020 |              |                     |          |          |
| Вальєдупар (2)           | 0:4          | Депортес Кіндіо (2) | 0:2      | 0:2      |
| 20 лютого/4 березня 2020 |              |                     |          |          |
| Бока Хуніорс де Калі     | 1:1 пен. 1:3 | Леонес (2)          | 0:0      | 1:1      |
| 20 лютого/5 березня 2020 |              |                     |          |          |
| Уніон Магдалена (2)      | 4:3          | Богота (2)          | 3:0      | 1:3      |
| Орсомарсо (2)            | 2:2 пен. 3:4 | Форталеса (2)       | 1:2      | 1:0      |
| Барранкілья (2)          | 1:3          | Тигрес (2)          | 0:1      | 1:2      |
| 21 лютого/4 березня 2020 |              |                     |          |          |
| Атлетіко Уїла (2)        | 4:2          | Льянерос (2)        | 0:2      | 4:0      |
| 21 лютого/5 березня 2020 |              |                     |          |          |
| Атлетіко (Калі) (2)      | 2:3          | Реал Картахена (2)  | 1:2      | 1:1      |

## Другий раунд
| Команда 1                | Заг.         | Команда 2           | 1-й матч | 2-й матч |
| ------------------------ | ------------ | ------------------- | -------- | -------- |
| 24 вересня/1 жовтня 2020 |              |                     |          |          |
| Реал Картахена (2)       | 1:1 пен. 3:5 | Тигрес (2)          | 0:0      | 1:1      |
| Атлетіко Уїла (2)        | 1:3          | Реал Сан-Андрес (2) | 1:1      | 0:2      |
| 24 вересня/2 жовтня 2020 |              |                     |          |          |
| Леонес (2)               | 4:2          | Уніон Магдалена (2) | 1:1      | 3:1      |
| 25 вересня/2 жовтня 2020 |              |                     |          |          |
| Форталеса (2)            | 0:2          | Депортес Кіндіо (2) | 0:1      | 0:1      |

## Третій раунд
| Команда 1            | Заг.         | Команда 2           | 1-й матч | 2-й матч |
| -------------------- | ------------ | ------------------- | -------- | -------- |
| 21/29 жовтня 2020    |              |                     |          |          |
| Хагуарес де Кордова  | 1:1 пен. 3:4 | Депортес Кіндіо (2) | 0:1      | 1:0      |
| Депортіво Перейра    | 2:1          | Тигрес (2)          | 1:0      | 1:1      |
| 22/29 жовтня 2020    |              |                     |          |          |
| Енвігадо             | 3:2          | Онсе Кальдас        | 3:0      | 0:2      |
| Бояка Чико           | 2:3          | Реал Сан-Андрес (2) | 1:1      | 1:2      |
| 22/30 жовтня 2020    |              |                     |          |          |
| Ла Екікад            | 3:5          | Кукута Депортиво    | 1:2      | 2:3      |
| 23/29 жовтня 2020    |              |                     |          |          |
| Ріонегро Агілас      | 4:1          | Леонес (2)          | 2:0      | 2:1      |
| Патріотас            | 3:4          | Санта-Фе            | 1:3      | 2:1      |
| 23/30 жовтня 2020    |              |                     |          |          |
| Атлетіко Букараманґа | 2:4          | Альянса Петролера   | 2:0      | 0:4      |

## 1/8 фіналу
| Команда 1           | Рахунок      | Команда 2              |
| ------------------- | ------------ | ---------------------- |
| 18 листопада 2020   |              |                        |
| Депортес Кіндіо (2) | 1:1 пен. 5:4 | Депортіво Калі         |
| Енвігадо            | 3:3 пен. 3:4 | Хуніор де Барранкілья  |
| 19 листопада 2020   |              |                        |
| Ріонегро Агілас     | 2:2 пен. 4:5 | Атлетіко Насьйональ    |
| Санта-Фе            | 0:0 пен. 3:4 | Америка де Калі        |
| Депортіво Перейра   | 0:2          | Індепендьєнте Медельїн |
| Кукута Депортиво    | 0:3          | Депортес Толіма        |
| 20 листопада 2020   |              |                        |
| Альянса Петролера   | 2:2 пен. 4:3 | Мільйонаріос           |
| 25 листопада 2020   |              |                        |
| Реал Сан-Андрес (2) | 1:1 пен. 2:4 | Депортіво Пасто        |

## 1/4 фіналу
| Команда 1              | Рахунок      | Команда 2             |
| ---------------------- | ------------ | --------------------- |
| 14 січня 2021          |              |                       |
| Депортес Кіндіо (2)    | 2:0          | Альянса Петролера     |
| Індепендьєнте Медельїн | 2:1          | Хуніор де Барранкілья |
| 15 січня 2021          |              |                       |
| Депортіво Пасто        | 1:1 пен. 3:1 | Америка де Калі       |
| 21 січня 2021          |              |                       |
| Депортес Толіма        | 2:0          | Атлетіко Насьйональ   |

## 1/2 фіналу
| Команда 1           | Рахунок      | Команда 2              |
| ------------------- | ------------ | ---------------------- |
| 28 січня 2021       |              |                        |
| Депортес Кіндіо (2) | 0:1          | Індепендьєнте Медельїн |
| Депортес Толіма     | 1:1 пен. 2:1 | Депортіво Пасто        |

## Фінал
| 12 лютого 2021 03:00 (EEST) |

| Індепендьєнте Медельїн | 1:1      | Депортес Толіма |
| ---------------------- | -------- | --------------- |
| Маєр 20'               | Протокол | Ангуло 90+1'    |

| Атанасіо Хірардот, Медельїн Глядачів: 0 Арбітр: Александер Оспіна |

|                                              |     | Пенальті                                       |  |
| Маєр · Вулетіч · Кастро · Кадавід · Арболеда | 5:4 | Москера · Катаньйо · Ортіс · Кампас · Горділло |  |